# Robert Van Grootenbruele
Robert Van Grootenbruele (Strijpen, 5 maart 1907 - Zottegem, 16 juni 1998) was een Belgisch wielrenner.

## Carrière
Van Grootenbruele was prof van 1928 tot 1938 en zijn belangrijkste overwinning was het eindklassement in de Ronde van België voor Onafhankelijken, de klasse tussen de Amateurs (beloften) en de profs. Hij reed eenmaal de Tour maar moest in de 22e etappe opgeven, hij reed ook een aantal klassiekers waarin hij een top dertig plaats behaalde.

## Overwinningen
1928
- Eindoverwinning Ronde van België

## Resultaten in de voornaamste wedstrijden
| Jaar | Ronde van Italië | Ronde van Frankrijk | Ronde van Spanje |
| ---- | ---------------- | ------------------- | ---------------- |
| 1930 |                  |                     |                  |
| 1931 |                  | opgave              |                  |
| 1932 |                  |                     |                  |
| 1933 |                  |                     |                  |
| 1934 |                  |                     |                  |
| 1935 |                  |                     |                  |
| 1936 |                  |                     |                  |

| Jaar | Ronde van Vlaanderen | Luik-Bast.‑Luik |
| ---- | -------------------- | --------------- |
| 1930 | 22e                  |                 |
| 1931 |                      | 18e             |
| 1932 |                      |                 |
| 1933 | 27e                  |                 |
| 1934 |                      |                 |
| 1935 |                      |                 |
| 1936 |                      | 31e             |